# Вахтовый автобус

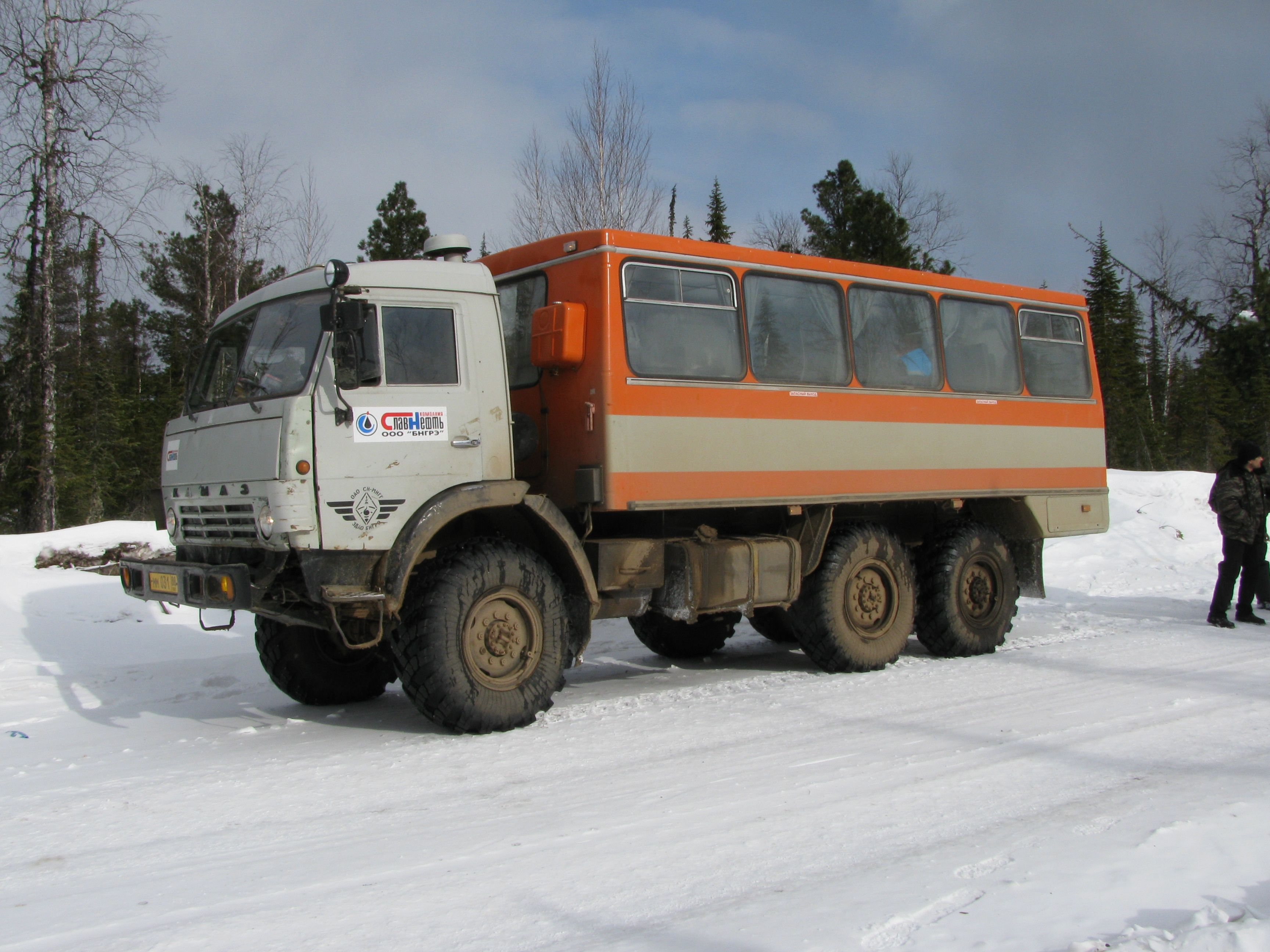
Вахтовый автобус на базе КАМАЗ-44108

Вахтовый автобус (разг. вахтовка) — автобус для перевозки вахтовых смен, строительных бригад и команд специального назначения, на базе грузового шасси (обычно полноприводного), эксплуатируемый преимущественно в условиях бездорожья.

## История
Вовлечение в разработку новых месторождений полезных ископаемых на Крайнем Севере, в Сибири, увеличение объёмов лесозаготовок, геологоразведочных работ к 1970-х гг. ввиду почти повсеместного отсутствия к осваивавшимся объектам дорог с твёрдым покрытием требовал создания специального транспорта для доставки рабочих смен. Единственный существовавший на тот момент полноприводный автобус ПАЗ-3201 зачастую не обеспечивал требуемой проходимости.
Проект специального транспортного средства на базе серийного полноприводного грузового автомобиля был разработан в 1978 году Всесоюзным конструкторско-экспериментальным институтом автобусостроения (под названием "4947"), с 1982 года их производство началось на Курганском автозаводе (под названием КАвЗ-49471). Это был грузовик "Урал-375К" с установленным на нём 24-местным пассажирским модулем, изготовленным из доработанного кузова серийного автобуса КАвЗ-685Б. Салон вахтовки был утеплён термоизоляционным материалом «проксинт» толщиной 8 мм, двери — стекловолокном. Также для улучшения теплоизоляции был устроен двойной пол из шпунтованной доски и двойное остекление окон. Салон обогревался за счёт одного независимого отопителя и обогревателя, работающего от системы охлаждения двигателя. В кабину водителя из салона был проведён звонок.
В начале 1985 года их производство начал автобусный цех Нефтекамского завода автосамосвалов (под названием НЗАС-4947), в том же 1985 году на этом предприятии началось производство вахтовых автобусов с пассажирским модулем другой конструкции. Вскоре и на других кузовных авторемонтных предприятиях была освоена сборка вахтовок, в том числе на платформе ГАЗ-66, ЗИЛ-131, ЗИЛ-157К, КАМАЗ.
Спрос на вахтовые автобусы сохраняется и сейчас. У многих российских выпускаемых грузовиков есть пассажирские модификации, в том числе на самом современном Урал Некст.
В тех случаях, когда для доставки рабочих до места проведения работ есть целесообразность использовать не только обычные дороги, но и железно-дорожное полотно, используются вахтовые автобусы на комбинированном ходу.

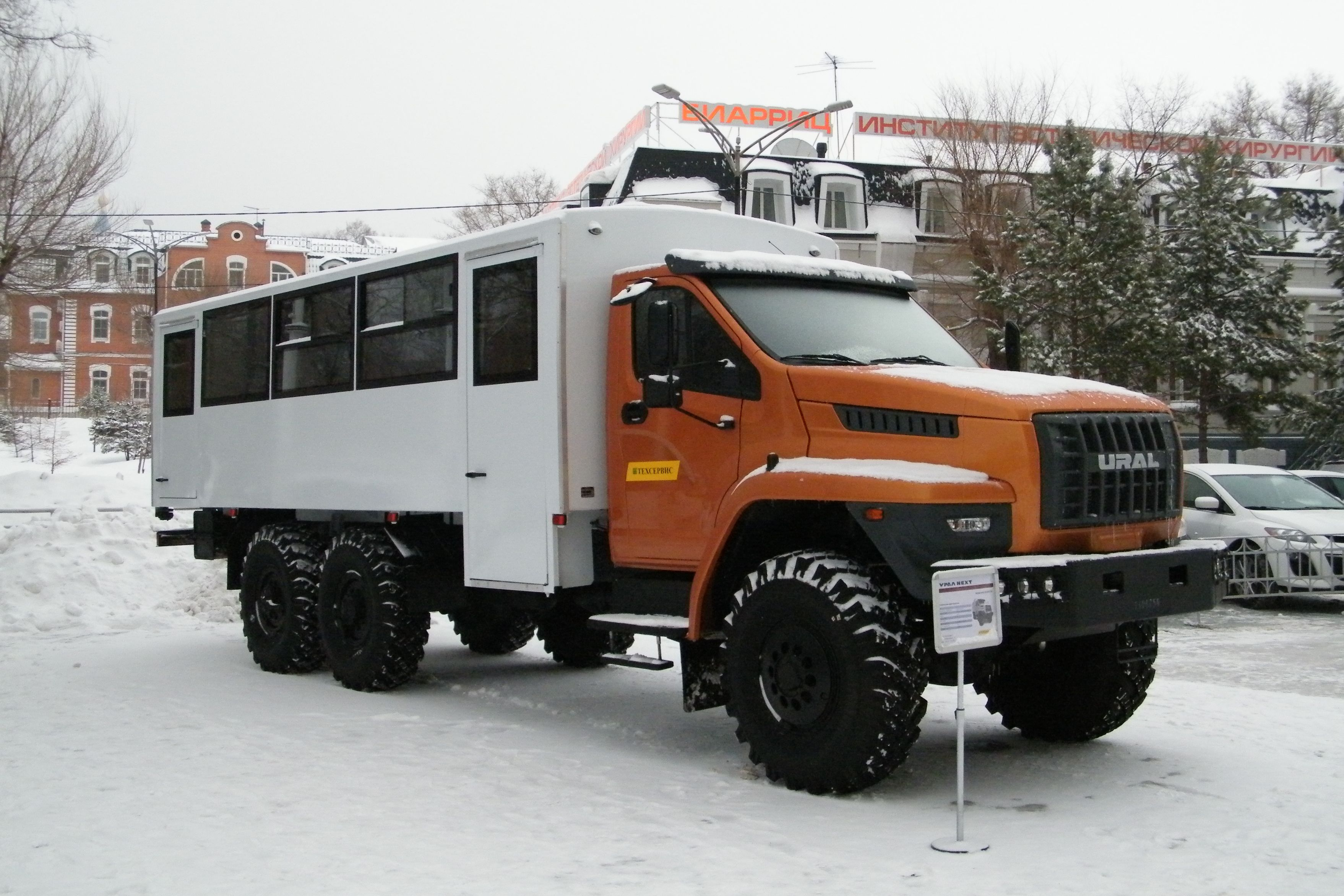
Вахтовый автобус на базе Урал Некст

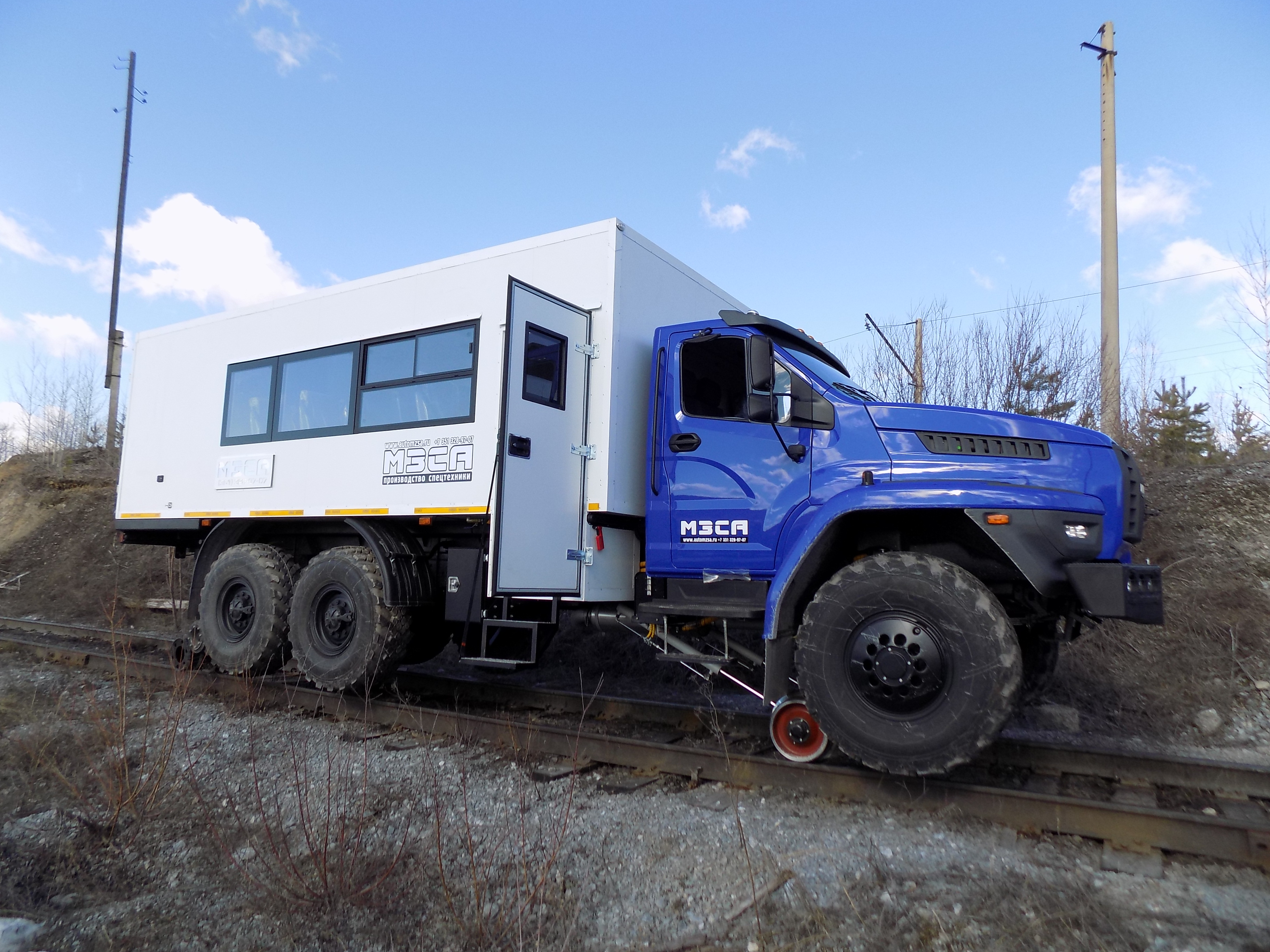
Вахтовый автобус на базе локомобиля MART

## Особенности конструкции
В зависимости от длины кузова и варианта планировки вместимость пассажирского модуля составляет 18-20 либо 24-28 человек. В салоне сиденья устанавливаются в несколько рядов, впереди возможен монтаж кресел «визави» с раскладным столиком между ними. Вахтовка обязательно оснащается дверью запасного выхода, как правило, в торцевой задней части. Остекление салона выполняется путём вклеивания одно-, двух-, и даже трёхкамерных стеклопакетов. Связь с водителем осуществляется с помощью проводного переговорного устройства.
Основным неудобством для пассажиров вахтовки является жёсткая рессорная подвеска грузовика, которая рассчитана на перевозку груза от 5 тонн и больше, что гораздо больше общего веса перевозимых людей. Поэтому на некоторых моделях таких автобусов устанавливается задняя пневмоподвеска.